# Savonet Museum

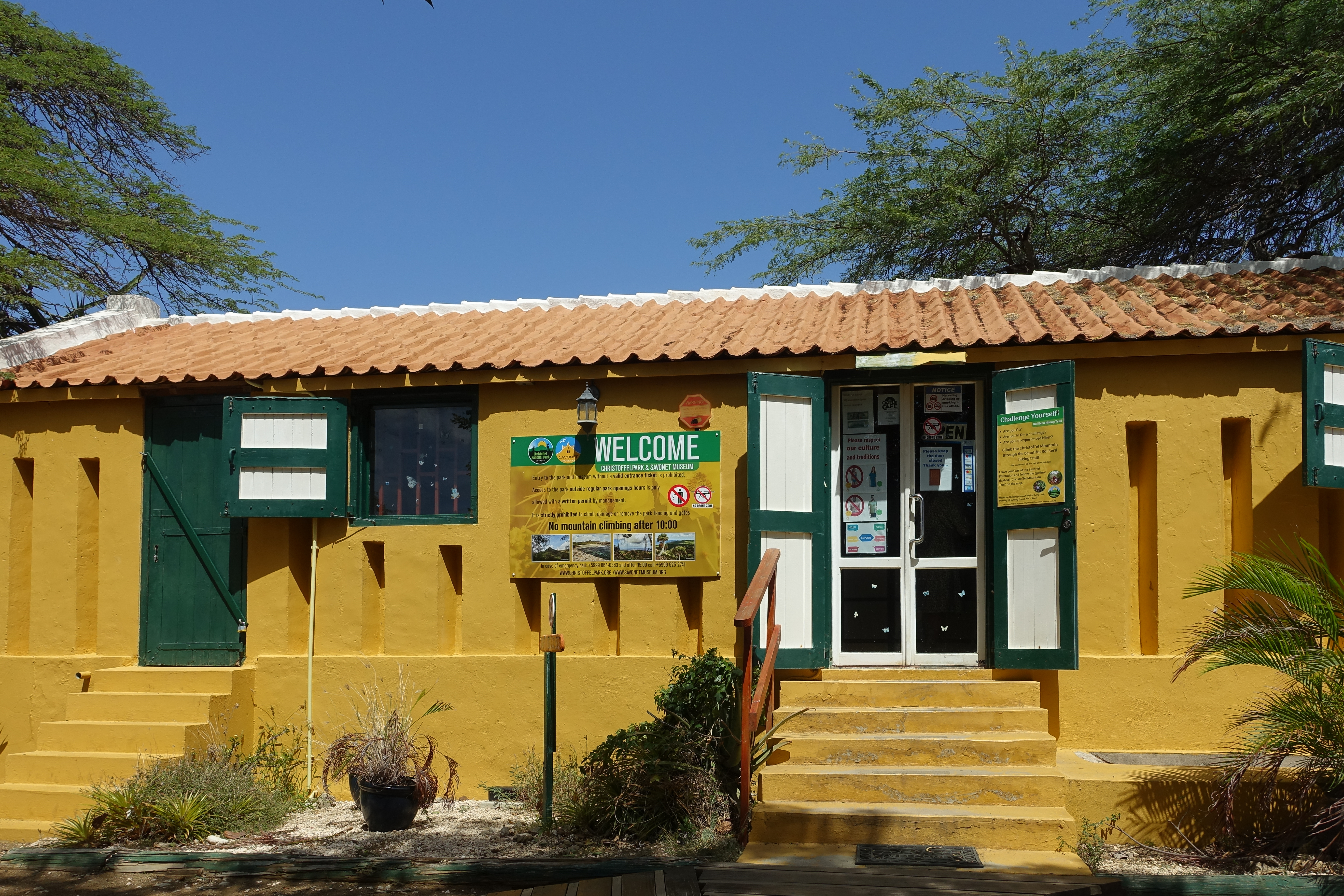
Entree met kaartjesloket en museumwinkel

Het Savonet Museum is een museum in Curaçao, gewijd aan de geschiedenis van plantage Savonet en het leven van de vroegere bewoners van het gebied. Het is gevestigd in het negentiende-eeuwse Landhuis Savonet bij de ingang van het Christoffelpark, aan de noordzijde van de Weg naar Westpunt.
De geschiedenis begint bij de Caquetío die bijna 4000 jaar geleden naar het eiland kwamen en behandelt verder de periode van de slavernij, het afschaffen van de slavernij en de onafhankelijkheid van Curaçao in 2010. Het accent ligt op het leven van de vroegere tot slaaf gemaakten en latere arbeiders van de plantage, van de eigenaren en de interactie tussen deze groepen. Het toont de onderlinge afhankelijkheid van mens en natuur, de geschiedenis van de cultuur en de natuur. De geschiedenis wordt geïllustreerd met afbeeldingen, antieke voorwerpen en moderne audiovisuele middelen.
Het museum is ontwikkeld op basis van een concept van beeldend kunstenaar Felix de Rooy. In de periode 2007-2010 werden het voormalige landhuis en de bijgebouwen door Atelier Argos heringericht.